# Vogelsang-Warsin
Vogelsang-Warsin er to byer og en kommune i det nordøstlige Tyskland, beliggende i Amt Am Stettiner Haff under Landkreis Vorpommern-Greifswald. Landkreis Vorpommern-Greifswald ligger i delstaten Mecklenburg-Vorpommern ved den tysk-polske grænse.

## Geografi
Dobbeltkommunen er beeliggende ved den nordlige del af det store skovområde Ueckermünder Heide og er en del af Naturpark Am Stettiner Haff. Vestbredden af Neuwarper See ved grænsen til Polen er kun fire kilometer fra Vogelsang-Warsin. Warsin, den mindste af de to bydele, ligger knap en kilometer nordøst for Vogelsang ved den tagrørsbevoksede sydbred af Stettiner Haff. Nærmeste by er Ueckermünde syv kilometer mod vest.

## Eksterne kilder og henvisninger
- Wikimedia Commons har flere filer relateret til Vogelsang-Warsin
- Byens side på amtets websted
- Statistik Arkiveret 11. februar 2017 hos  Wayback Machine
- Websted for Naturpark Am Stettiner Haff